# Mihai Mihuț
Mihai Radu Mihuț (ur. 16 marca 1995) – rumuński zapaśnik startujący w stylu klasycznym. Zajął dziewiąte miejsce na mistrzostwach świata w 2021 roku. 
Złoty medalista mistrzostw Europy w 2018; piąty w 2020, 2021 i 2023. Dziesiąty w indywidualnym Pucharze Świata w 2020. Trzeci na MŚ juniorów w 2015. Trzeci na MŚ w 2018. Mistrz Europy U-23 w 2018 roku.